# 甘寧
甘 寧（かん ねい)は、中国後漢末期の武将。孫権に仕えた。字は興覇（こうは）。益州巴郡臨江県（現在の重慶市忠県）の出身。『晋書』「甘卓伝」によれば、子は甘瓌・甘述、孫は甘昌（甘述の子）、曾孫は甘卓。『三国志』呉志に伝がある。

## 経歴

### 臨江甘氏
先祖は南陽郡の人であったが、巴郡に移住してきたという（『呉書』）。甘氏は厳氏（厳顔）・文氏（文立）・楊氏・杜氏と共に巴郡臨江の大姓（大豪族）であった。

### 孫権に従う以前
甘寧は計掾（会計報告係）に推挙され、蜀郡丞となったが、ほどなくして官を棄てて、家に帰った（『呉書』）。
10代前半の頃から気概があって遊侠を好み、不良の若者を集めて徒党を組み、仲間を派手に武装をさせ、彼らの頭領となった。仲間たちは皆、羽飾りを背負い、鈴を常に携えていたので、民衆は鈴の音を聞いただけでそれが甘寧一味だと分かったという。派手な装いで外出し、陸路や水路を闊歩した（『呉書』）。人に出会った時は、地方の長官だろうと自分達を盛大に歓待させ、そうしない者には手下を使って財産を奪わせた。また自分が属する地方の長官の領内で犯罪があれば摘発と制裁を行った。このような生活が20年ほど続いたが、あるときを境に乱暴を止める。学問に興味を持ち、いくつか諸子を読むようになったという。
興平元年（194年）、劉焉が没し子の劉璋が跡を継いだ際、李傕が漢中に派遣した扈瑁に呼応した劉璋の将軍である沈弥らと共に、劉璋に反逆したが敗れ荊州へ逃亡した人物の中に、甘寧という人名がある（蜀志「劉焉伝」の注に引く『英雄記』）。
甘寧は荊州の劉表に身を寄せて南陽に住まうようになった。しかし任用されなかったので、劉表の部下の江夏太守黄祖の元に身を寄せたが、一般の食客としての扱いであった。『呉書』では、以下のように説明されている。
甘寧は手下や食客800名を連れた上で身を寄せたが、劉表は文を重んじ武を軽視したため甘寧は任用されなかった。甘寧は劉表が大成せずやがて滅んでしまうだろうと確信し、巻き添えを避けるため江東に移ろうとしたという。しかし、劉表の部下の江夏太守黄祖の軍勢が夏口に駐屯していたため通過できず、そのまま黄祖の下に留まった。冷遇されたまま3年ほど経過した。後に黄祖の軍の将として、対立する孫権の軍に敗れた黄祖を救援してその殿を務め、追跡してきた孫権の将である凌操を討ち取るなどの手柄を立てたが、甘寧の待遇はその後も変わらなかった。なお、凌統からはこの件で父の仇敵と終生恨まれることとなる。
都督である蘇飛は甘寧を重用するよう黄祖に諫言したが、黄祖はかえって甘寧の食客を引き抜こうとし、甘寧の食客らは減少していった。甘寧は黄祖の陣営を離反することが出来ずに悶々としていたが、蘇飛の助けにより邾県県令に推挙され、黄祖の下を離れることができた。甘寧は、かつての食客や新たに部下となった者達数100人を引き連れて県に向かった。やがて甘寧はそこを出奔し、孫権の陣営に加入した。

### 孫権配下として
甘寧が身を寄せると、周瑜・呂蒙が連名で推薦した為、孫権は旧臣同様に甘寧を遇することにした。この際、甘寧はまず劉表と黄祖を討って荊州を押さえ、さらに巴蜀（益州）をも攻め取るという作戦を提言した。国内の反乱を心配する張昭はこれに反対したが、甘寧は張昭に堂々と反論した。孫権も甘寧の言葉を気に入り、杯を与えて信頼を示した。
建安13年（208年）、甘寧は黄祖攻めに従軍した。江夏で黄祖を討ち破った際、かつての恩人であった蘇飛は生け捕られてしまったが、蘇飛はこっそり人を遣わして甘寧に助命を願った。甘寧もまた蘇飛の恩を忘れず、孫権の前で頭を打ち付けて涙ながらに蘇飛の助命を嘆願したため、孫権はこれを容れている（『呉書』）。孫権は黄祖の軍を吸収すると、甘寧に兵士を与えて当口に駐屯させた。
劉表の勢力を吸収した曹操と孫権が戦った赤壁の戦いでは周瑜に随行して曹操を烏林で打ち破り、続いて南郡の曹仁攻略に参加した。甘寧はまず夷陵を奪取すべきとの計略を立て、すぐに手勢1000人ほどを以って陥落させたが、逆に曹仁から5000から6000の兵士を繰り出されて包囲された。甘寧は猛攻に何日も耐え、平然と談笑して屈しなかった。使者を出して周瑜に状況を知らせたところ、周瑜は呂蒙の計略（「呂蒙伝」を参照）を採用し、凌統だけを留守に残しその他の諸将を率いて甘寧を救援し囲みを解いた。決戦の末、曹仁は江陵から敗退した。
建安19年（214年）、曹操の揚州における拠点である皖城攻撃に従軍した際には、呂蒙により升城督（攻城隊長）に任命された。城壁をよじのぼって官吏兵士を先導し、あっさりと敵将の朱光を捕らえた。論功行賞の結果、呂蒙が第一、甘寧はそれに次ぐものとされ、この時に折衝将軍を拝命した。
建安19-20年（214年-215年）に曹操が濡須の江西に侵攻し、10万の大軍が長江の水を馬に飲ませるのだと喧伝した。孫権は軍を率いて応戦、甘寧を前部督に任じて3千の兵を与えた。孫権は甘寧に曹操の軍営へ夜襲をかけさせることにした。甘寧は勇士100人を集め、孫権から特別に与えられた米と料理、酒を振舞ったが、部下の都督に甘寧自ら酌をすると俯いたままでいる。甘寧は刀を抜いて膝上に置き「貴様と俺、どちらが主公の知遇を賜っているのか知っておろう？この俺ですら死を惜しまぬのに貴様1人が何故死を惜しむのか！」と怒鳴りつけると、都督は慌てて兵士ひとりひとりに酌をして回った。甘寧は二更に100人の決死隊を率い、いななかないよう馬の口に木片を噛ませて出撃した。曹軍の逆茂木を引き抜き、塁壁を乗り越え、数十の首級を挙げた。曹軍は驚き、太鼓を鳴らしてどよめき、松明を星のごとく掲げたが、甘寧はもう引き返して孫軍の本営に入ったところで、鼓吹に演奏させて万歳を称えていた。そのまま夜分を押して孫権に拝謁すると、孫権は喜んで「年寄りを驚かせるには充分であったろうか？多少はお前の大胆さを見られたぞ」と言い、その場で絹千匹と刀百振りを与えた。孫権は「曹操には張遼がおり、私には甘寧がいる。これでちょうど釣り合いが取れているのだ。」と言った。ひと月あまり駐屯したのち、曹操を濡須で打ち破り、曹軍は撤退した。
建安20年（215年）、孫権と劉備が荊州返還を巡って緊張状態になると、魯粛に随行して長沙の益陽を守り、関羽と対峙した。関羽は軍勢3万を号し、精鋭5000人を以って夜半に上流の浅瀬を押えると喧伝した。甘寧はこの時300人の兵士を率いていたが、あと500人の兵士を与えてくれれば関羽の動きを止めるか、さもなくば捕らえることができると進言した。魯粛は甘寧に1000人の選抜兵を預けた。甘寧は夜中に出陣すると、それを聞いた関羽は軍営を瀬に築いたが（関羽瀬）、結局渡河を断念した。甘寧が向こう岸で関羽と対峙し、軍塁（夜月台）が築かれた。孫権は甘寧の功績を称え、西陵太守に任じて陽新・下雉の両県を領させた。
その年の7月以降に孫権は合肥を攻めたが、8月には撤退を決定する。この時孫権が、呂蒙・蔣欽・甘寧・凌統とわずかな手勢しか連れていないのを見て、合肥を守備していた曹操軍の張遼が急襲をかけてきた。甘寧は弓を引いて敵を射ち、凌統らとともに死闘を繰り広げ、なぜ音楽を鳴らさないのかと沈黙する鼓吹隊を怒鳴りつけた。孫権は甘寧の勇壮毅然とした様を褒め称えた。
建安20年（215年）冬（またはそれ以降）に死去すると孫権はその死を痛惜した。甘寧が指揮していた軍勢は潘璋が引き継いだ。
子の甘瓌は罪を犯し、流罪先の会稽で病死した。
『晋書』によると、その他の子として甘述がおり、甘昌・甘卓と続いた。甘卓は東晋の建国に尽力したが、後に王敦に討たれている。

## 人物
陳寿の評では「甘寧は粗暴でよく殺人を犯したものの、しかし爽快な人柄優れた計略を持ち、財貨を軽んじて士人を敬い、手厚く勇者たちを育てたので、彼らの方でもまた役に立ちたいと願った」とある。また甘寧はしばしば命令に反したため孫権の怒りを買ったが、呂蒙は甘寧について「天下がまだ定まっていないというのに甘寧のような闘将は得難いのだ」と評価している（呉書九　三国志五十四呂蒙伝）。
周瑜と呂蒙の推挙を受け、呂蒙とは親交が深かった。当初は夏口の守備を任されていた孫皎の指揮下におかれたが、身分差を理由に年下の孫皎に軽く扱われたため激怒し、陸口の呂蒙の指揮下に変更してもらいたいと孫権に嘆願した。孫権は孫皎に訓戒を与えた（呉志「宗室伝」）。以後は親しく付き合った。
ある時、呂蒙の家で酒宴が催された。凌統が剣を持って舞を始めると、甘寧も双戟を持って舞を始めた。呂蒙は剣と楯を持って2人の間に割り込んだ。孫権は凌統の気持ちの深さを知り、甘寧を半洲に移してそこに駐屯させることにした。甘寧の料理人が小さな失敗をして、呂蒙の下へ逃げ込んだ。呂蒙は甘寧の激しい性格を知っていたので、決して料理人を殺さないと誓わせ、口添えした上で料理人を帰した。ところが、甘寧はこの料理人を樹に縛りつけた上で射殺してしまった。これには呂蒙も激怒して甘寧を処罰しようとしたところ、呂蒙の母は「至尊はお前を骨肉同然に待遇してくださり、重要な職務をお前にお授けになりました。どうして私怨でもって甘寧を攻め殺そうなどと考えられましょう？甘寧を死なせた日には、たとい至尊が不問に付したとしても、お前は臣下の法を犯したことになるのですよ」と諌めたので、呂蒙は気持ちを改めて和解を持ちかけた。甘寧は涙ながらにこれを受け、事なきを得たという。

## 後世の信仰
北宋の開宝6年（973年）に「褒国公」に追封され、後に「褒国武霊公」を加封された。南宋の建炎4年（1130年）に「昭毅武恵遺愛霊顕王」として神格化された。祀る廟を建立させた廟の前のカラスは「神鴉」と呼ばれる。妻の熊氏は「順佑夫人」に追封され、子女も追封される。

## 演義では
小説『三国志演義』では若い頃は徒党と組んで江湖一帯を縦横に荒らしまわり、「錦帆賊」と呼ばれる河賊であったとする。
やがて曹操が荊州に進出すると、甘寧は対決を主張。赤壁の戦いでは黄蓋の「苦肉の計」に闞沢に協力し、曹操を欺く計略に参加。偽って投降してきた蔡中を利用して、敵陣深くに潜り込んで火を放ち、さらに逃げる曹操に追いすがり損害を与える。
凌統とは黄祖征伐の後で命を狙われるなど仇敵視されていた。
皖城攻略戦において鉄鎖を振り回しながら城上に乗り込み、皖城を攻め落とした。
濡須へ侵攻した曹操に部下百名で夜襲をかけた場面では、同士討ちを防ぐためにあらかじめ兵士達の頭にガチョウの羽をつけさせ、兵士を1人も失わずに勝利を収めたという筋書きが付与されている。凌統は楽進と一騎打ちを演じ、曹休の矢を受けて馬に落ちた。その際に、甘寧は楽進を弓矢で退ける。このことを知った凌統がかつての恨みを水に流し、二人は固い親交を結ぶことになっている。
最後は、劉備との夷陵の戦いにおいて病床の身を押して出陣し、劉備に協力した蛮将沙摩柯の矢を受け撤退した。富池口まで来て、大木の下に座って死んだ。
横山光輝の漫画「三国志」では、流星錘を使う姿も見られる。